# Liste der Baudenkmale in Werdum
In der Liste der Baudenkmale in Werdum sind die Baudenkmale der niedersächsischen Gemeinde Werdum und ihrer Ortsteile aufgelistet. Der Stand der Liste ist der 3. Februar 2021. Die Quelle der Baudenkmale ist der Denkmalatlas Niedersachsen.

## Allgemein
In den Spalten befinden sich folgende Informationen:
- Lage: die Adresse des Baudenkmales und die geographischen Koordinaten. Kartenansicht, um Koordinaten zu setzen. In der Kartenansicht sind Baudenkmale ohne Koordinaten mit einem roten Marker dargestellt und können in der Karte gesetzt werden. Baudenkmale ohne Bild sind mit einem blauen Marker gekennzeichnet, Baudenkmale mit Bild mit einem grünen Marker.
- Bezeichnung: Bezeichnung des Baudenkmales
- Beschreibung: die Beschreibung des Baudenkmales. Unter § 3 Abs. 2 NDSchG werden Einzeldenkmale und unter § 3 Abs. 3 NDSchG Gruppen baulicher Anlagen und deren Bestandteile ausgewiesen.
- ID: die Objekt-ID des Baudenkmales
- Bild: ein Bild des Baudenkmales, ggf. zusätzlich mit einem Link zu weiteren Fotos des Baudenkmals im Medienarchiv Wikimedia Commons. Wenn man auf das Kamerasymbol klickt, können Fotos zu Baudenkmalen aus dieser Liste hochgeladen werden:

## Werdum

### Gruppe: Kirchwurt Werdum
Die Gruppe „Kirchwurt Werdum“ hat die ID 34603410.

| Lage                                        | Bezeichnung | Beschreibung | ID       | Bild |
| ------------------------------------------- | ----------- | --- | -------- | ---- |
| An der Kirche 8 53° 39′ 34″ N, 7° 42′ 53″ O | Kirche      | Die St.-Nicolai-Kirche Werdum ist ein Saalbau in Ziegelbauweise, im Kern von 1327, Chor von 1476, Westturm mit Laterne von 1763 | 34618334 |      |
| An der Kirche 8 53° 39′ 33″ N, 7° 42′ 53″ O | Kirchhof    | | 34618279 |      |

### Einzelbaudenkmale
| Lage                                                | Bezeichnung              | Beschreibung | ID       | Bild |
| --------------------------------------------------- | ------------------------ | --- | -------- | ---- |
| Edenserlooger Straße 32 53° 39′ 37″ N, 7° 43′ 28″ O | Burg                     | Die Burg Edenserloog mit straßenseitiger Graft; zweiflügeliger, eingeschossiger Ziegelbau, im Kern spätmittelalterlich. Fensteröffnungen wohl 18. Jahrhundert. Wesentliche schutzbegründende Bedeutung: Typus-/Stilausprägung                       | 34618412 |      |
| Edenserlooger Straße 32 53° 39′ 37″ N, 7° 43′ 33″ O | Graft                    | | 34618249 | BW   |
| Altwerdumer Grashaus 2 53° 39′ 3″ N, 7° 45′ 12″ O   | Wohn-/Wirtschaftsgebäude | Gulfhaus, Wohnteil: zweigeschossiger Ziegelbau mit Resten von Renaissancefenstern, Wirtschaftsteil von 1914 | 34618307 | BW   |
| Nordwerdum 17 53° 40′ 15″ N, 7° 42′ 46″ O           | Wohn-/Wirtschaftsgebäude | Gulfhaus in Krüßelwarkform (Kreuzelwerkform), eingeschossiges Querhaus mit Drempel, Reste aller Kreuzelstockfenster, Mittel und Scheune wurden Anfang des 20. Jahrhunderts erneuert. Wesentliche schutzbegründende Bedeutung: Typus-/Stilausprägung | 34618441 | BW   |
| Werdumer-Alten-Deich 8 53° 40′ 43″ N, 7° 44′ 5″ O   | Wohn-/Wirtschaftsgebäude | eingeschossiger Ziegelbau mit Querbalkenlage, auf den Traufseiten Reste von Renaissancefenstern mit Sandsteinsturz und Entlastungsbogen; Scheune durch Wohnhausanbau ersetzt. Wesentliche schutzbegründende Bedeutung: Typus-/Stilausprägung        | 34618469 | BW   |
| Edenserlooger Straße 13 53° 39′ 37″ N, 7° 43′ 10″ O | Mühle                    | Die Werdumer Mühle ist ein oktogonaler Erdholländer, Mahlwerk erhalten, angeblich von 1748. Wesentliche schutzbegründende Bedeutung: Typus-/Stilausprägung                                                                                          | 34618384 |      |